# Eriophyes similis
Eriophyes similis är en spindeldjursart som först beskrevs av Alfred Nalepa 1890.  Eriophyes similis ingår i släktet Eriophyes, och familjen Eriophyidae. Arten är reproducerande i Sverige.